# César Zabala
César Zabala Fernández (født 3. juni 1961 i Luque, død 31. januar 2020) var en paraguayansk fodboldspiller (midterforsvarer).

## Karriere
Zabala spillede 49 kampe og scorede to mål for Paraguays landshold. Han repræsenterede sit land ved VM 1986 i Mexico og spillede alle paraguayanernes fire kampe i turneringen, hvor holdet blev slået ud i 1/8-finalen. Han deltog også ved tre udgaver af Copa América.
På klubplan spillede Zabala hos Sportivo Luqeño i sin fødeby samt for Asunción-storklubben Cerro Porteño. Han vandt tre paraguayanske mesterskaber med Cerro Porteño. Han havde også udlandshophold hos blandt andet Internacional i Brasilien.

## Titler
Primera División de Paraguay
- 1987, 1990 og 1992 med Cerro Porteño